# Hojskär
Hojskär ist eine Insel, die im Schärengarten von Slite (schwedisch Slites skärgård) im Nordosten der größten schwedischen Insel Gotland, südlich von Ytterholmen liegt.
Hojskär war bis zum Ende der 1990er Jahre militärisches Sperrgebiet, darf aber heute betreten werden.